# Leonardo De Crignis
Leonardo De Crignis detto Leo (Ravascletto, 12 luglio 1952) è un ex saltatore con gli sci italiano.

## Biografia
Nato a Ravascletto, in provincia di Udine, nel 1952, a 23 anni ha preso parte ai Giochi olimpici di Innsbruck 1976, sia nel trampolino normale che in quello largo, terminando 50º con 190.8 punti nella prima gara e 49º con 143.3 nella seconda.
Ai campionati italiani di salto con gli sci ha vinto un argento e un bronzo nel trampolino normale, mentre a quelli di combinata nordica due argenti nell'individuale.
Dopo il ritiro è diventato allenatore ed è stato anche giudice nella combinata nordica e nel salto con gli sci ai Giochi di Torino 2006.